# Armitages Boy
Armitages Boy (né le 11 mars 2002) est un étalon bai de race Oldenbourg, concourant en saut d'obstacles. Ce cheval appartient à la Team Boy, un syndicat de copropriétaires comptant entre autres Gregory Mars, Guillaume Canet, Christophe Mabille et Aymeric de Ponnat.

## Histoire

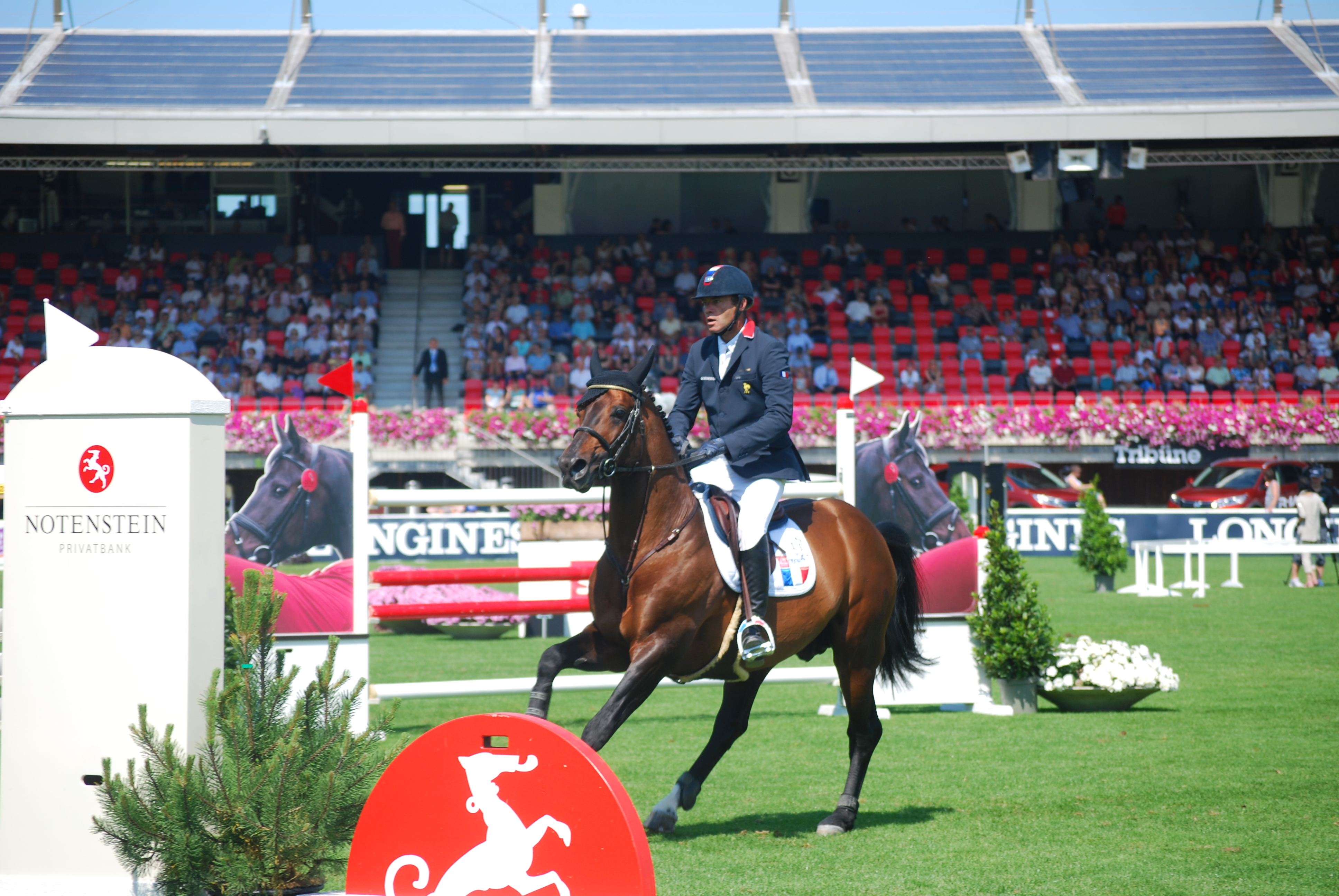
Aymeric De Ponnat et Armitages Boy au CSIO de Saint-Gall le 5 juin 2015

Il naît le 19 juin 2002 en Allemagne, chez M. M. Edwin Oude Kamphuis. 
Associé au cavalier français Aymeric de Ponnat depuis 2010, il s'impose au Grand Prix 2* du Gucci Masters en 2011. Il réalise de très belles performances en 2013, année où il fait partie de l'équipe française des Championnats d'Europe de saut d'obstacles, qui termine à la quatrième place à Herning. Peu après, l'étalon est blessé par une chute lors du Jumping international de France, ce qui ne lui permet pas de représenter la France aux Jeux équestres mondiaux de 2014. Après six mois d'arrêt, il revient à la haute compétition fin 2014. Depuis la menace de vente aux enchères, le couple reprend progressivement la compétition fin 2015.

### Tentative de vente aux enchères
En septembre 2015, il est proposé aux enchères pour un prix de départ de 1,5 million d'euros. Les copropriétaires espèrent réaliser une opération financière fructueuse, en comptant sur la recherche de chevaux de haut niveau en vue des Jeux olympiques de Rio en 2016,. Cette proposition de vente met en relief l'impuissance de la Fédération française d'équitation, pour ce qui est de garder les chevaux de sport de haut niveau sous les couleurs françaises. Le site Info Jumping a tenté de mettre en place un financement participatif pour que l'étalon reste sous les couleurs françaises, mais la somme escomptée n'a pas été réunie,.
Fin septembre, avec une offre à 2,8 millions d'euros, le prix de réserve n'a pas été atteint,. Armitages Boy est donc resté temporairement sous les couleurs françaises, avec Aymeric de Ponnat, jusqu'à être finalement vendu aux écuries belges de Stefan Conter en avril 2016.

## Description
Armitages Boy est un étalon de robe baie, inscrit au stud-book de l'Oldenbourg. Il toise 1,61 m.

## Palmarès
Il est 74e du classement mondial des chevaux d'obstacle établi par la WBFSH en octobre 2013, puis 114e en octobre 2014.

## Origines
Armitages Boy est un fils de l'étalon Armitage et de la jument Kamora, par Feo.